# (568) Cheruskia
(568) Cheruskia – planetoida z grupy pasa głównego asteroid okrążająca Słońce w ciągu 4 lat i 333 dni w średniej odległości 2,89 j.a. Została odkryta 26 lipca 1905 roku w Landessternwarte Heidelberg-Königstuhl, w Heidelbergu przez Paula Götza. Nazwa planetoidy pochodzi od Cheruskii, nazwy studenckiego bractwa na Uniwersytecie w Heidelbergu (nazwa bractwa wywodzi się od Cherusków, jednego z plemion germańskich). Przed nadaniem nazwy planetoida nosiła oznaczenie tymczasowe (568) 1905 QS.